# Den som gräver en grav
Den som gräver en grav är en roman av den isländska författaren Yrsa Sigurðardóttir, utgiven 2006. Den svenska utgåvan kom ut 2007, i översättning av Ylva Hellerud, på Damm förlag.

Romanen utspelar sig på ett hotell utanför Reykjavik, där hotellägaren blir misstänkt för mord. Han ber advokaten Þóra Guðmundsdóttir att ta sig an fallet.